# Gatka

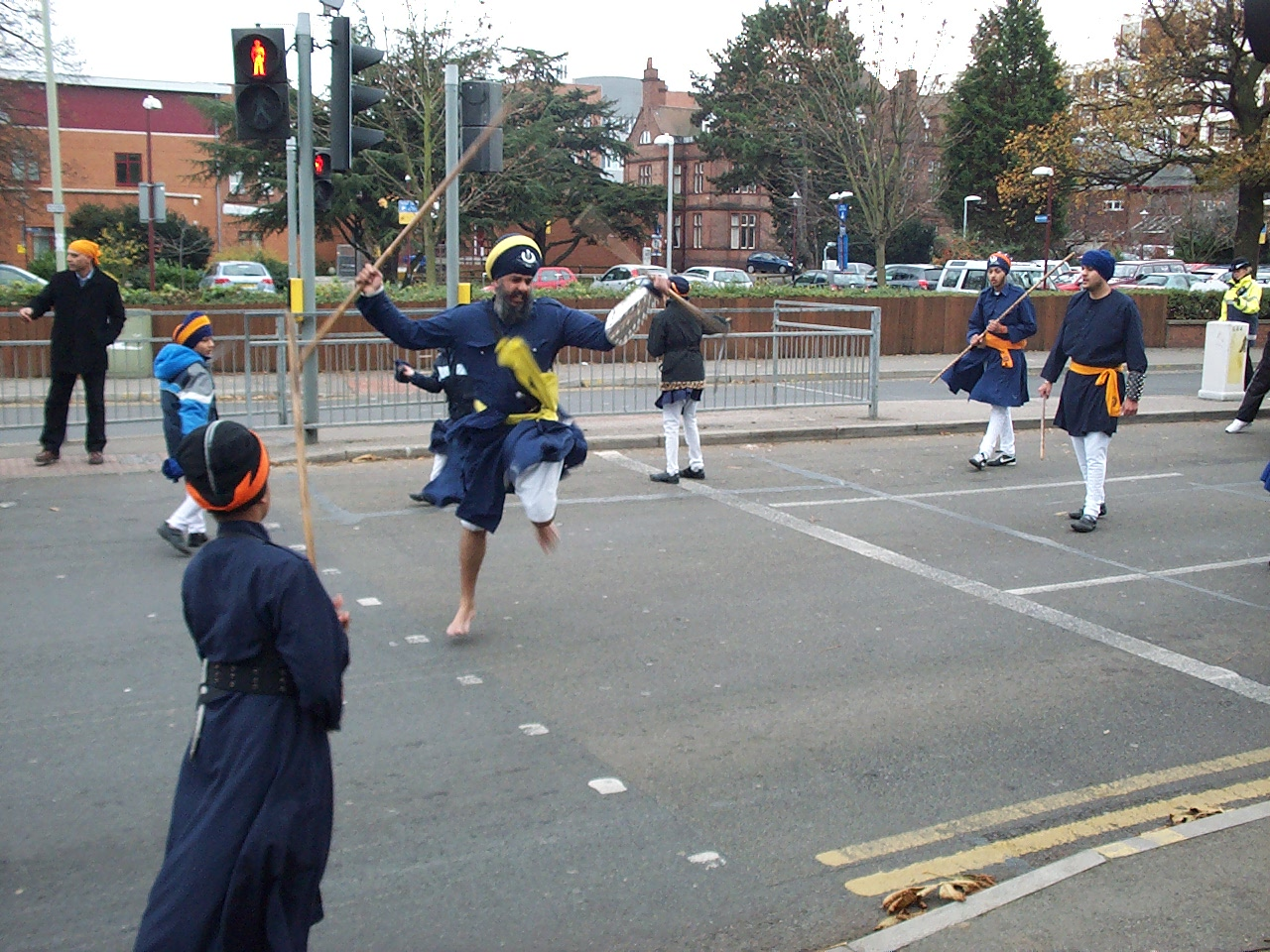
Demonstrace Gatky v anglickém Bedfordu

Gatka (paňdžábsky: ਗਤਕਾ, gatkā – člen skupiny) je tradiční jihoasijské bojové umění pocházející z Paňdžábu. Je odvozeno z indického vojenského stylu šastra-vidjá. Kombinují se v něm prvky boje s mečem a sebeobrany. V dnešní době jde spíše o exhibiční bojové umění. Často se vyučuje v sikhických chrámech – gurudvárách.